# 爆粗網電影版
《爆粗網電影版》（英語：Swearnet: The Movie）是華倫·P·索諾達執導的2014年加拿大喜劇片，並由加拿大電視劇《拖車公園男孩》演員約翰·保羅·特蘭姆雷、羅布·威爾斯和邁克·史密斯編劇、監製和主演。故事中特蘭姆雷、威爾斯和史密斯以自己身分出場，一起創建完全不會被審查的互聯網網站。
《吉尼斯世界纪录》因電影講了935次「fuck」而列其為「使用fuck頻率最高的電影」。美國電影協會將影片分級為NC-17。

## 劇情
失業明星/世界聞名的「髒話高手」邁克·史密斯、羅布·威爾斯和約翰·保羅·特蘭姆雷厭惡過去《拖車公園男孩》慘遭審查的生活，於是決定著手不會被審查的互聯網網站。

## 演員表
- 邁克·史密斯（英语：Mike Smith (actor)） 飾 他自己
- 約翰·保羅·特蘭姆雷（英语：John Paul Tremblay） 飾 他自己
- 羅布·威爾斯（英语：Robb Wells） 飾 他自己
- 帕特·羅奇（英语：Patrick Roach） 飾 他自己/斯韦爾曼（Swearman）
- 米夏·摩根（英语：Mishael Morgan） 飾 傑米（Jamie）
- 莎拉·尤爾根斯（英语：Sarah Jurgens） 飾 茱莉（Julie）
- 香農·勒魯（Shannon Leroux）飾 瑞秋（Rachel）
- 達納·伍茲（Dana Woods）飾 喬吉（Jogi）
- 霍華德·傑羅姆（Howard Jerome）飾 特里杰（Trigger）
- 湯姆·格林 飾 他自己
- 胡蘿蔔頭 飾 他自己
- 雷伊·麥尼尼斯（Leigh MacInnis）飾 雷伊（Leigh）
- 塞巴斯蒂安·巴赫（英语：Sebastian Bach） 飾 他自己
- 約翰·鄧斯沃斯（英语：John Dunsworth） 飾 他自己

威爾斯、特蘭姆雷和史密斯分別在片尾飾演瑞奇（Ricky）、朱利安（Julian）和泡泡（Bubbles）。

## 製作
影片在安大略省蘇聖瑪麗和新斯科舍省哈利法克斯使用阿萊Alexa數位相機拍攝。

## 反響
電影上映後廣受差評。根據爛番茄收集的10篇評論文章，影片「新鮮度」20%，平均得分4.6（最高十分）。Metacritic根據5份評論打出平均分18（最高100），表明「壓倒性差評」。

## 外部連結
- 官方网站
- 互联网电影数据库（IMDb）上《爆粗網電影版》的资料（英文）
- Box Office Mojo上《爆粗網電影版》的資料（英文）
- Metacritic上《爆粗網電影版》的資料（英文）
- 爛番茄上《爆粗網電影版》的資料（英文）